# Überexpression
Als Überexpression bezeichnet man die stark erhöhte Expression eines Genes in einer Zelle. Daraus resultiert eine entsprechend erhöhte Synthese des Proteins, das durch dieses Gen codiert wird.
Eine natürliche Überexpression kann im Rahmen einer viralen Infektion vorkommen, bei Tumoren durch eine fehlerhafte Genregulation verursacht oder künstlich im Labor gezielt zur Erzeugung eines rekombinanten Proteins mit Hilfe eines Expressionsvektors herbeigeführt werden.

## Anwendungen der gezielten Überexpression
Es gibt zwei Bereiche der Anwendung einer Überexpression zur Erzeugung eines rekombinanten Proteins:
- Überexpression des Proteins zur späteren Aufreinigung und Weiterverwendung (hier kann man noch unterscheiden zwischen wirtschaftlichen Prozessen und Prozessen, die geringe Proteinmengen zu Forschungszwecken generieren sollen)
- Überexpression zur Analyse des Proteins und seiner Eigenschaften und des Einflusses auf den Produktionsorganismus

Bei der analytischen Überexpression wird weniger Wert auf Wirtschaftlichkeit des Prozesses gelegt. Es erfolgt keine Optimierung der Produktion, sondern es wird in der Regel auf erprobte kommerziell erhältliche Standardsysteme zurückgegriffen. Ein Upscale, d. h. Hochstufen der Menge, ist nicht vorgesehen.
Bei der Etablierung von Produktionsprozessen erfolgt häufig eine weitgehende Optimierung der Überexpression, um einen möglichst stabilen und produktiven Prozess zu erhalten. Hierbei variiert man diverse Parameter auf genetischer und prozesstechnischer Ebene, um am Ende eine möglichst große Produktmenge zu erhalten.

### Prokaryoten
Die häufigste Form der Proteinüberexpression in Prokaryoten ist die Verwendung von Plasmidvektoren. Hierbei wird ein Expressionskassette auf einem Plasmid eingebaut (Lokalisierung), in den Organismus transformiert und dort über den Kultivierungszeitraum stabilisiert. Der Vorteil dieser Methode liegt in der gentechnisch einfachen Arbeitsweise und der hohen Gendosis die über die Plasmidkopiezahl erreicht wird.
Eine weitere Methode der Überexpression in Prokaryoten ist der genomische Einbau von Überexpressionskassetten. Für eine Überexpression muss hierbei entweder ein starkes Promotorsystem, eventuell kombiniert mit RNA stabilisierenden Modifikationen, gewählt oder eine hohe Gendosis durch Mehrfachintegration der Kassette ins Genom erreicht werden.
Ebenfalls möglich ist die Lokalisierung von Genen zur Überexpression in Phagengenomen. Mit den gentechnisch veränderten Phagen wird dann das Expressionssystem infiziert. Im Zuge der Übernahme des Stoffwechsels des Bakteriums durch den Phagen wird auch das Zielgen verstärkt exprimiert.

### Eukaryoten
Auch in Eukaryoten werden Gene überexprimiert. Dies kann entweder in Zellkultur erfolgen oder im kompletten Organismus. Für die Überexpression im kompletten Organismus werden transiente oder genomintegrierte Expressionskassetten verwendet. Als Promotoren werden der CMV-Promotor und der CAG-Promotor verwendet. Bei der Expression in Zellkultur kommen auch Plasmide zum Einsatz. Hierbei werden große Mengen in Bakterien hergestellter Plasmid-DNA, die die entsprechende Expressionskassette enthalten, in die Zelle eingebracht. Die Plasmide können sich allerdings in den eukaryotischen Zellen nicht replizieren und gehen daher nach einiger Zeit verloren. Diese Methode wird häufig zu Forschungszwecken angewandt, um die Auswirkung von Überexpression auf eine Zelle zu charakterisieren. Produktionsstämme werden in der Regel über genomische Integration der Kassette erstellt.

### Zellfreie Expression
Die zellfreie Genexpression beruht auf der Herstellung von Zelllysaten, die mit Plasmiden oder mRNA versetzt werden und dann zellfrei (in vitro) das codierte Zielprotein herstellen. Diese Methode ist noch relativ ineffizient. Sie eignet sich, um hochtoxische Produkte herzustellen.

## Verschiedene Expressionstypen
Bei der Überexpression gibt es prinzipiell zwei Möglichkeiten der Expression:
- kontinuierliche Expression
- induzierte Expression

Bei der kontinuierlichen Expression wird das Gen über einen konstitutiven Promoter durchgehend exprimiert und das entsprechende Protein akkumuliert sich in der Zelle.
Bei der induzierten Expression wird ein induzierbarer Promotor verwendet. Durch einen Induktor wird die Expression des Zielgens induziert, das heißt freigeschaltet. Diese Methode wird gerne verwendet, wenn die Überexpression negative Auswirkungen auf den Produktionsorganismus hat und deshalb der Startzeitpunkt der Induktion genau auf die Kulturentwicklung in der Wachstumsphase abgestimmt werden muss. Ein Grund hierfür ist u. a. die hohe Beanspruchung der metabolischen Ressourcen der Zelle und die Veränderung der metabolischen Flüsse (Flux) während der Produktionsphase. Beide Parameter sind unter „Normalbedingungen“ von der Zelle so reguliert, dass sie einzig der Bildung von zelleigenen, für Zellproliferation und Metabolismus nützlichen Proteinen (Host Cell Protein) dienen. Darüber hinaus kann bereits die Bildung hoher Konzentrationen an mRNA während der Transkription des eingebrachten Zielgens Wachstums-inhibierend wirken. Weiterhin trägt auch die verstärkte Akkumulation von Inclusion Bodies des Zielproteins zur Inhibition der Zellproliferation bei. Diese Begleiteffekte werden unter dem Begriff metabolic burden zusammengefasst. Die Folgen des langsameren Wachstums sind verlängerte Laufzeiten in den eingesetzten Bioreaktoren und damit speziell bei industriellen Prozessen verbunden eine Erhöhung der Produktionskosten. Ebenfalls von Vorteil ist eine induzierte Expression bei zelltoxischen Produkten. Hier kommt es nach der Induktion der Expression zu einer Selbstvergiftung und zum Absterben der Zelle. Im Hinblick auf die Wirtschaftlichkeit eines Produktionsprozesses versucht man daher, den Prozess in eine Wachstumsphase und eine Produktionsphase zu unterteilen. In der Wachstumsphase wird eine möglichst große Menge an Biomasse erzeugt und in der Produktionsphase wird dann durch Induktion des Promotors das Zielprotein produziert. Auf diese Weise erhält man eine maximale Produktmenge vor dem Absterben der Zellen, was den Prozess deutlich wirtschaftlicher macht.

## Verbreitete Systeme zur Überexpression
Das häufigst verwendete System zur Überexpression von rekombinanten Proteinen ist das Gram-negative Bakterium E. coli. Es werden aber inzwischen diverse andere Organismen verwendet, wie das Gram-positive Bacillus megaterium, Corynebakterien und Hefen. Für diverse Proteine ist eine Expression in Eukaryoten notwendig und daher werden auch diverse Zellkulturlinien wie tierische Zelllinien (z. B. Sf9-Zellen, CHO-Zellen, Vero-Zellen oder HEK-Zellen) verwendet. Einige Proteine werden im Zuge des Pharming auch in gentechnisch veränderten Organismen produziert, wie etwa Pflanzen. Seltener werden auch ganze Organismen höherer Eukaryoten wie etwa Ziegen oder Rinder verwendet.

## Gezielte Überexpression durch Substratinduktion inE. coli
Die gezielte Überexpression von Proteinen in Zellen von Modellorganismen (z. B. E. coli) mit Hilfe von Transgenen ist eine Möglichkeit der biologischen und medizinischen Forschung, eine größere Menge (mehrere mg) eines Proteins zu produzieren, um in weiteren Experimenten dessen Funktion oder Struktur zu untersuchen.
Eine gängige Methode ist die Überexpression eines Transgenes, dessen Transkription durch das bakterieneigene lac-Operon reguliert wird.

### Vektoren
Am häufigsten werden Vektoren auf Basis des pBR322-Plasmids verwendet und durch Vektordesign angepasst, wie etwa die pUC-Plasmide oder die pET-Vektoren.

### Induktion
Das weit verbreitetste System zur Induktion von Promotoren ist das lac Operon aus E. coli. Hierbei wird entweder Lactose oder IPTG als Induktor verwendet. Aber auch Systeme mit Arabinose (vgl. pBAD-System) oder Rhamnose (vgl. E. coli KRX) als Induktor sind verbreitet. Ein System zur physikalischen Induktion ist beispielsweise das Temperatur induzierte cold shock-Promotor System basierend auf dem E. coli cspA-Promotor der Firma Takara.

### Promotoren
Die Auswahl an kommerziellen Systemen mit unterschiedlichen Promotoren ist relativ groß. Es werden sowohl natürliche Promotoren benutzt, wie etwa der T7-Promotor oder der bla-Promotor verwendet, aber auch synthetische Promotoren und Hybridpromotoren wie der tac-Promotor, ein Hybrid aus den Promotoren trp und lac aus dem Genom von E. coli.

### Genetische Voraussetzungen
Das Transgen liegt außerhalb des Bakteriengenoms auf einem Plasmid. Bevor die eigentliche codierende Region beginnt, also stromaufwärts des Transgenes, liegt der Operator des lac-Operons (lacO). Das Plasmid enthält ebenso das Gen lacI, das für den Lac-Repressor LacI codiert. LacI bindet den Operator lacO vor dem Transgen und versperrt dessen Promotor, verhindert also die Expression des Transgens und somit die Überproduktion des codierten Proteins.

### Substratinduktion durch IPTG
IPTG, ein der Allolactose sehr ähnliches Molekül, bindet den Repressor, der auf dem Operator vor dem Transgen sitzt. Dadurch ändert sich die Konformation des Repressors, er kann die DNA nicht mehr binden und gibt den Operator frei. Dies macht den Promotor zugänglich für die RNA-Polymerase. Ihre Bindung an den Promotor leitet die Transkription der DNA in mRNA ein.

### Geeignete Promotoren für die Überexpression
Die Freigabe eines Promotors für die Initiation der Transkription allein reicht nicht aus, um sehr große Mengen eines Proteins zu produzieren. Hierfür müssen große Mengen mRNA vorhanden sein, das heißt die Transkription muss sehr effizient verlaufen. Man benötigt starke Promotoren, die die RNA-Polymerasen in schneller Folge an den Promotor rekrutieren und einen ebenso schnellen Transkriptionsstart ermöglichen.
Beispiele hierfür sind bei Bakterien der T7-Promotor aus dem gleichnamigen Bakteriophagen oder der tac-Promotor, ein Hybrid aus den Promotoren trp und lac aus dem Genom von E. coli. Für den T7-Promotor muss allerdings auch die entsprechende T7-RNA-Polymerase im Genom des Expressionssystems vorhanden sein. Bei Säugetierzellen werden unter anderem der CAG-Promotor und der CMV-Promotor verwendet.